# Stamford Brook (London Underground)

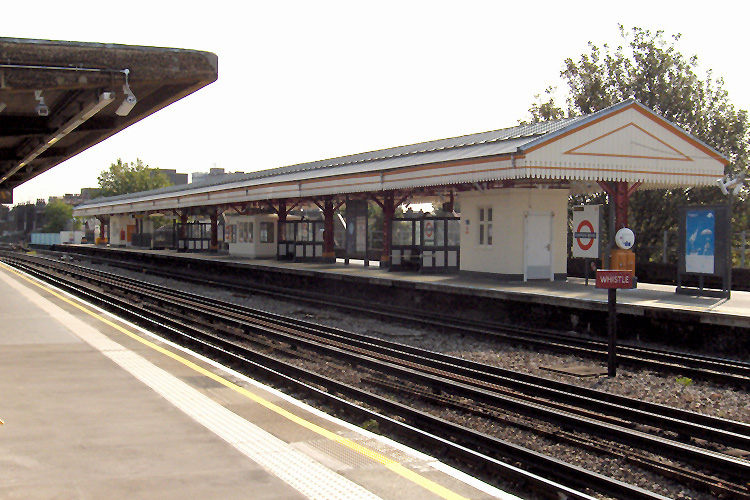
Station Stamford Brook

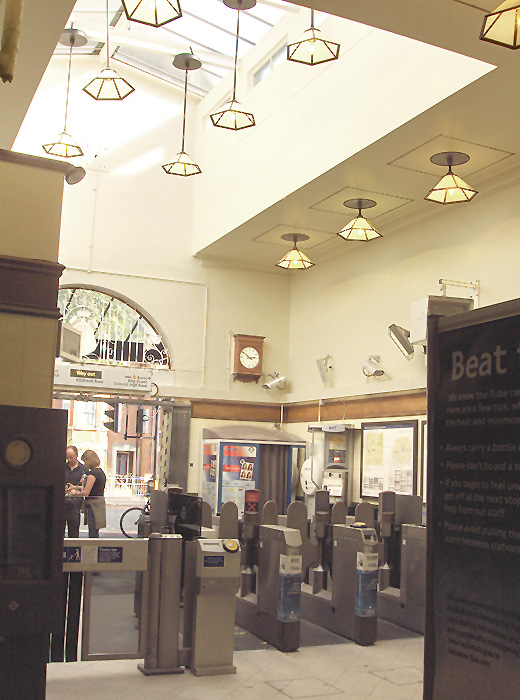
Eingangshalle

Stamford Brook ist eine oberirdische Station der London Underground im Stadtbezirk London Borough of Hounslow. Sie liegt in der Travelcard-Tarifzone 2 an der Goldhawk Road. Hier verkehren Züge der District Line. Im Jahr 2014 nutzten 2,67 Millionen Fahrgäste die Station.
Die London and South Western Railway (L&SWR) nahm am 1. Januar 1869 eine Eisenbahnlinie in Betrieb, die bei der Addison Road (heute Kensington (Olympia)) von der West London Line abzweigte und nach Richmond führte. Die Züge fuhren hier ohne Halt durch. In den folgenden Jahren verkehrten hier auch Züge dreier weiterer Gesellschaften: die Metropolitan District Railway (MDR; Vorgängergesellschaft der District Line) seit dem 1. April 1873, die Great Western Railway von 1894 bis 1910 und die Metropolitan Railway (heutige Metropolitan Line) von 1877 bis 1906.
Am 1. Februar 1912 wurde die Station Stamford Brook eröffnet. Zu diesem Zeitpunkt nutzten nur noch die MDR und die L&SWR die Strecke. Letztere zog sich am 3. Juni 1916 ebenfalls zurück, da ihre Dampfzüge der Konkurrenz durch die seit 1905 elektrifizierte U-Bahn nicht gewachsen waren. Als die Piccadilly Line am 4. Juli 1932 von Hammersmith aus in Richtung Westen verlängert wurde, kamen deren Gleise zwischen jene der District Line zu liegen. Seither passieren die Züge der Piccadilly Line Stamford Brook ohne Halt. Am 5. Januar 1964 war Stamford Brook die erste Station der London Underground, die einen Zugang mit automatischem Drehkreuz erhielt.